# 户木乡
户木乡，是中华人民共和国河北省保定市徐水区下辖的一个乡镇级行政单位。

## 行政区划
户木乡下辖以下地区：
户木村、德山一街村、德山二街村、德山三街村、西南城村、豆村、孙村、孙村营村、雁门村、辛庄村、幸福村、屯庄村、北徐庄村、杨庄村、安庄村和崔家独树村。